# Dosis letal media
En toxicología, se denomina dosis letal media, DL50 (abreviatura de Dosis Letal, 50 %, dosis letal para el 50 % de la población) CL50 (concentración letal, 50%) a la cantidad de la dosis de una sustancia, radiación o patógeno necesaria para matar a la mitad de un conjunto de animales de prueba después de un tiempo determinado. Los valores de la DL50 son usados con frecuencia como un indicador general de la toxicidad aguda de una sustancia. Una menor DL50 es indicativo de mayor toxicidad.
La prueba fue creada por J.W. Trevan en 1927, pero ahora está siendo retirada progresivamente a favor del Procedimiento de Dosis Fijo (Fixed-dose_procedure).
DL50 normalmente se determina con test en animales como ratas de laboratorio. En 2011, la Administración de alimentos y medicamentos (Food and Drug Administration) aprobó métodos alternativos para los test de DL50 de cosméticos como el Botox sin necesidad de testarlos en animales.
El término dosis semiletal de vez en cuando es utilizado con el mismo significado, en particular en traducciones de textos, pero también puede referirse a una dosis submortal; debido a esta ambigüedad, generalmente debería ser evitado.

## Convenciones
La DL50 se expresa generalmente como la masa de la sustancia administrada por masa de animal sometido al ensayo normalmente se expresa en miligramo (mg) de sustancia tóxica por kilogramo (kg) de masa del animal, a veces también se da en nanogramos (como el caso de botulinum), microgramos, o gramos (como el caso del paracetamol) por kilogramo. Indicándolo de esta manera permite que la toxicidad relativa de diversas sustancias pueda ser comparada, y la normaliza para la variación en el tamaño de los animales expuestos (aunque la toxicidad no siempre está relacionada simplemente con la masa del cuerpo). Para sustancias en el medio ambiente como vapores tóxicos o agua tóxica para los peces, la concentración en el medio ambiente (por metro cúbico o por litro) se da en valores de CL50, pero en este caso el tiempo de exposición es importante (ver más abajo)
La elección de la mortalidad del 50 % como prueba patrón evita la posible ambigüedad de hacer medidas en los extremos, y reduce la cantidad de pruebas requeridas. Sin embargo, esto también implica que la DL50 no es la dosis mortal en todos los casos; en algunos casos pueden ser letales dosis menores, mientras que en otros hay supervivencia a dosis más altas que la DL50. Medidas tales como “LD1” y “LD99” (dosificación requerida para matar al 1 % o al 99 % respectivamente de la población testada) se utilizan a veces para fines específicos.
La dosis mortal varía a menudo dependiendo del método de administración; por ejemplo, muchas sustancias son menos tóxicas cuando son administradas por vía oral que por vía intravenosa. Por esta razón, los valores de DL50 se califican a menudo con el sistema de administración. Ej.,“DL50 i.v.”
Las cantidades relacionadas DL50/30 o un DL50/60 se utilizan para referirse a una dosis que sin tratamiento sea mortal para el 50 % de la población en el plazo respectivamente de 30 o 60 días. Estas medidas se utilizan más comúnmente dentro de física sanitaria de la radiación, pues la supervivencia más allá de 60 días da lugar generalmente a la recuperación.
Una medida comparable es la CLt50 (concentración que resulta letal para el 50 % de los individuos por unidad de tiempo) que se relaciona con la dosis letal por exposición, donde C es la concentración y t es tiempo. Se expresa a menudo en términos de mg-min/m3. La CLt50 es la dosis que causará incapacitación en lugar de la muerte. Estas medidas se utilizan generalmente para indicar la eficacia comparativa de los agentes de la guerra química, y las dosis se califican típicamente por las velocidades de respiración (por ejemplo, en reposo = 10 l / min) para la inhalación, o el grado de la ropa para la penetración de la cutánea.
El concepto de Ct fue propuesto inicialmente por Fritz Haber, y se refiere a veces como ley de Haber, que asume que la exposición a 1 minuto de 100 mg/m3 es equivalente a 10 minutos de 10 mg/m3 (1×100=100, al igual que 10×10=100). Algunos productos químicos, como el cianuro de hidrógeno son desintoxicados rápidamente por el cuerpo humano, y no siguen la ley de Haber. En estos casos la dosificación mortal es calificada por la duración de la exposición (por ejemplo 10 minutos). En estudios ambientales, la LCt puede también referirse a la concentración en el agua en vez de en el aire.
Para los organismos que causan enfermedades, hay también una medida conocida como la dosis y la dosificación contagiosas medias. La dosis contagiosa media (ID50) es el número de los organismos recibidos por una persona o animal testado clasificado por una vía determinada de administración (por ejemplo 1200 org/hombre vía oral).
Debido a las dificultades de conteo de organismos reales con una sola dosis, las dosis contagiosas se pueden expresar en términos de análisis biológico, como el número de DL50 a algún animal ensayado.
En la guerra biológica la dosificación contagiosa es el número de dosis contagiosas en un metro cúbico de aire por el número de minutos de exposición (por ejemplo CLt50 es 100 dosis medias-min/m3).

## Limitaciones
Como medida de toxicidad, DL50 en cierto sentido es poco fiable ya que los resultados pueden variar mucho entre las instalaciones de prueba debido a factores como las características genéticas de la población de estudio, la especie del animal en estudio, los factores ambientales y el modo de administración de compuesto.
También existe una gran variabilidad entre especies, por ejemplo lo que es relativamente seguro para las ratas puede ser extremadamente tóxico para el ser humano (como la toxicidad para el paracetamol) y viceversa. Otro ejemplo sería el chocolate es relativamente inofensivo para los humanos pero es tóxico para muchos animales. Cuando la DL50 se usa para probar la toxicidad de especies venenosas, como las serpientes los resultados pueden ser engañosos debido a las diferencias fisiológicas entre ratones, ratas y humanos. Muchas serpientes venenosas están especializadas en depredar ratones, y su veneno puede estar adaptado específicamente para incapacitar al ratón y en cambio las mangostas ser excepcionalmente resistentes al veneno. Si bien aunque es verdad que la mayoría de mamíferos tienen una fisiología muy similar los resultados de la DL50 pueden o no tener igual relación con todas las especies de mamíferos, como los humanos, etc.

## Ejemplos
Los siguientes ejemplos se enumeran en referencia a los valores de DL50, en orden descendente, y se acompañan de los valores de CL50, {entre corchetes}, cuando corresponde: 
| Sustancia                                                                                            | Animal, vía                                                  | DL50 {CL50}                          | DL50: g/kg {CL50}: g/L Estandarizada | Referencia |
| Agua                                                                                                 | Rata, oral                                                   | 90.000 mg/kg                         | [ 7 ]                                |            |
| Sacarosa (azúcar de mesa)                                                                            | Rata, oral                                                   | 29.700 mg/kg                         | 29.7                                 | [ 8 ]      |
| Glucosa (azúcar en sangre)                                                                           | Rata, oral                                                   | 25.800 mg/kg                         | 25.8                                 | [ 9 ]      |
| Glutamato monosódico                                                                                 | Rata, oral                                                   | 16.600 mg/kg                         | 16.6                                 | [ 10 ]     |
| Esteviósido (de estevia)                                                                             | Ratón y rata, oral                                           | 15.000 mg/kg                         | 15                                   | [ 11 ]     |
| Gasolina (petróleo)                                                                                  | Rata                                                         | 14.063 mg/kg                         | 14                                   | [ 12 ]     |
| Vitamina C (ácido ascórbico)                                                                         | Rata, oral                                                   | 11.900 mg/kg                         | 11.9                                 | [ 13 ]     |
| Glifosato (Sal de isopropilamina)                                                                    | Rata, oral                                                   | 10.537 mg/kg                         | 10.537                               | [ 14 ]     |
| Lactosa (azúcar de la leche)                                                                         | Rata, oral                                                   | 10 000 mg/kg                         | 10                                   | [ 15 ]     |
| Aspartamo                                                                                            | Ratón, oral                                                  | 10 000 mg/kg                         | 10                                   | [ 16 ]     |
| Urea                                                                                                 | Rata, oral                                                   | 8.471 mg/kg                          | 8.471                                | [ 17 ]     |
| Ácido cianúrico                                                                                      | Rata, oral                                                   | 7.700 mg/kg                          | 7.7                                  | [ 18 ]     |
| Sulfuro de cadmio                                                                                    | Rata, oral                                                   | 7.080 mg/kg                          | 7.08                                 | [ 19 ]     |
| Etanol (Alcohol de grano)                                                                            | Rata, oral                                                   | 7.060 mg/kg                          | 7.06                                 | [ 20 ]     |
| Ácido isopropil metilfosfónico de sodio (IMPA, metabolito del sarín)                                 | Rata, oral                                                   | 6.860 mg/kg                          | 6.86                                 | [ 21 ]     |
| Melamina                                                                                             | Rata, oral                                                   | 6.000 mg/kg                          | 6                                    | [ 18 ]     |
| Metanol                                                                                              | Humano. oral                                                 | 810 mg/kg                            | 0.81                                 | [ 22 ]     |
| Taurina                                                                                              | Rata, oral                                                   | 5.000 mg/kg                          | 5                                    | [ 23 ]     |
| Cianurato de melamina                                                                                | Rata, oral                                                   | 4.100 mg/kg                          | 4.1                                  | [ 18 ]     |
| Fructosa (azúcar de la fruta)                                                                        | Rata, oral                                                   | 4.000 mg/kg                          | 4                                    | [ 24 ]     |
| Molibdato de sodio                                                                                   | Rata, oral                                                   | 4.000 mg/kg                          | 4                                    | [ 25 ]     |
| Cloruro sódico (sal de mesa)                                                                         | Rata, oral                                                   | 3.000 mg/kg                          | 3                                    | [ 26 ]     |
| Paracetamol (acetaminophen)                                                                          | Rata, oral                                                   | 1.944 mg/kg                          | 1.944                                | [ 27 ]     |
| Delta-9-tetrahidrocannabinol (THC)                                                                   | Rata, oral                                                   | 1.270 mg/kg                          | 1.27                                 | [ 28 ]     |
| Cannabidiol (CBD)                                                                                    | Rata, oral                                                   | 980 mg/kg                            | 0.98                                 | [ 29 ]     |
| Arsénico metálico                                                                                    | Rata, oral                                                   | 763 mg/kg                            | 0.763                                | [ 30 ]     |
| Ibuprofeno                                                                                           | Rata, oral                                                   | 636 mg/kg                            | 0.636                                | [ 31 ]     |
| Formaldehído                                                                                         | Rata, oral                                                   | 600-800 mg/kg                        | 0.6                                  | [ 32 ]     |
| Solanina, alcaloide principal en varias plantas de Solanaceae entre ellas Solanum tuberosum (patata) | rata, oral (2,8 mg/kg humanos, oral)                         | 590 mg/kg                            | 0.590                                | [ 33 ]     |
| Cloruro de aquildimetilbenzalconio (ADBAC)                                                           | Rata, oral pez, inmersión invertebrados acuáticos, inmersión | 304.5 mg/kg {0.28 mg/L} {0.059 mg/L} | 0.3045 {0.00028} {0.000059}          | [ 34 ]     |
| Cumarina (benzopirona, de Cinnamomum aromaticum y otras plantas)                                     | Rata, oral                                                   | 293 mg/kg                            | 0.293                                | [ 35 ]     |
| Psilocibina (de hongos psilocibios)                                                                  | Rata, oral                                                   | 280 mg/kg                            | 0.280                                | [ 36 ]     |
| Ácido clorhídrico                                                                                    | Rata, oral                                                   | 238-277 mg/kg                        | 0.238                                | [ 37 ]     |
| Ketamina                                                                                             | Rata, intraperitoneal                                        | 229 mg/kg                            | 0.229                                | [ 38 ]     |
| Aspirina (ácido acetilsalicílico)                                                                    | Rata, oral                                                   | 200 mg/kg                            | 0.2                                  | [ 39 ]     |
| Cafeína                                                                                              | Rata, oral                                                   | 192 mg/kg                            | 0.192                                | [ 40 ]     |
| Sulfuro de arsénico (III)                                                                            | Rata, oral                                                   | 185-6.400 mg/kg                      | 0.185-6.4                            | [ 41 ]     |
| Nitrito de sodio                                                                                     | Rata, oral                                                   | 180 mg/kg                            | 0.18                                 | [ 42 ]     |
| Metilendioximetanfetamina (MDMA, éxtasis)                                                            | Rata, oral                                                   | 160 mg/kg                            | 0.16                                 | [ 43 ]     |
| Acetato de uranilo                                                                                   | Ratón, oral                                                  | 136 mg/kg                            | 0.136                                | [ 44 ]     |
| Diclorodifeniltricloroetano (DDT)                                                                    | Ratón, oral                                                  | 135 mg/kg                            | 0.135                                | [ 45 ]     |
| Uranio                                                                                               | Ratones, oral                                                | 114 mg/kg                            | 0.114                                | [ 44 ]     |
| Bisoprolol                                                                                           | Ratón. oral                                                  | 100 mg/kg                            | 0.1                                  | [ 46 ]     |
| Cocaína                                                                                              | Ratón, oral                                                  | 96 mg/kg                             | 0.096                                | [ 47 ]     |
| Dicloruro de cobalto                                                                                 | Rata, oral                                                   | 80 mg/kg                             | 0.080                                | [ 48 ]     |
| Óxido de cadmio                                                                                      | Rata, oral                                                   | 72 mg/kg                             | 0.072                                | [ 49 ]     |
| Tiopentato de sodio (usado en la inyección letal)                                                    | Rata, oral                                                   | 64 mg/kg                             | 0.064                                | [ 50 ]     |
| Demeton - S - felil                                                                                  | Rata, oral                                                   | 60 mg/kg                             | 0.06                                 | [ 51 ]     |
| Metanfetamina                                                                                        | Rata, intraperitoneal                                        | 57 mg/kg                             | 0.057                                | [ 52 ]     |
| Floruro de sodio                                                                                     | Rata, oral                                                   | 52 mg/kg                             | 0.052                                | [ 53 ]     |
| Nicotina                                                                                             | Rata, oral                                                   | 50 mg/kg                             | 0.05                                 | [ 54 ]     |
| Pentaborano                                                                                          | Humano, oral                                                 | 50 mg/kg                             | 0.05                                 | [ 55 ]     |
| Capsaicina                                                                                           | Ratón, oral                                                  | 47,2 mg/kg                           | 0.0472                               | [ 56 ]     |
| Vitamina D3 (colecalciferol)                                                                         | Rata, oral                                                   | 37 mg/kg                             | 0.037                                | [ 57 ]     |
| Piperidina (de la pimienta negra)                                                                    | Rata, oral                                                   | 30 mg/kg                             | 0.03                                 | [ 58 ]     |
| Heroína (diamorfina)                                                                                 | Ratón, intravenosa                                           | 21,8 mg/kg                           | 0.0218                               | [ 59 ]     |
| Dietilamida de ácido lisérgico (LSD)                                                                 | Rata, intravenosa                                            | 16,5 mg/kg                           | 0.0165                               | [ 60 ]     |
| Trióxido de arsénico                                                                                 | Rata, oral                                                   | 14 mg/kg                             | 0.014                                | [ 61 ]     |
| Arsénico metálico                                                                                    | Rata, intraperitoneal                                        | 13 mg/kg                             | 0.013                                | [ 62 ]     |
| Cianuro de sodio                                                                                     | Rata, oral                                                   | 6,4 mg/kg                            | 0.0064                               | [ 63 ]     |
| Clorotoxina (CTX, de escorpiones)                                                                    | Ratones                                                      | 4,3 mg/kg                            | 0.0043                               | [ 64 ]     |
| Cianuro de hidrógeno                                                                                 | Ratón, oral                                                  | 3,7 mg/kg                            | 0.0037                               | [ 65 ]     |
| Carfentanilo                                                                                         | Rata, intravenosa                                            | 3,39 mg/kg                           | 0.00339                              | [ 66 ]     |
| Nicotina                                                                                             | Ratón, oral                                                  | 3,3 mg/kg                            | 0.0033                               | [ 54 ]     |
| Fósforo blanco                                                                                       | Rata, oral                                                   | 3,03 mg/kg                           | 0.00303                              | [ 67 ]     |
| Estricnina                                                                                           | Humano, oral                                                 | 1-2 mg/kg                            | 0.001-0.002                          | [ 68 ]     |
| Cloruro de mercurio (II)                                                                             | Rata, oral                                                   | 1 mg/kg                              | 0.001                                | [ 69 ]     |
| Nicotina                                                                                             | Humano, oral                                                 | 0,8 mg/kg                            | 0.0008                               | [ 54 ]     |
| Cantaridina (de escarabajos Meloidae)                                                                | Humano, oral                                                 | 500 μg/kg                            | 0.0005                               |            |
| Aflatoxina B1 (del moho de Aspergillus flavus)                                                       | Rata, oral                                                   | 480 μg/kg                            | 0.00048                              | [ 70 ]     |
| Plutonio                                                                                             | Perro, intravenoso                                           | 320 μg/kg                            | 0.00032                              | [ 71 ]     |
| Amatoxina (seta Amanita faloides)                                                                    | Rata                                                         | 300-700 μg/kg                        | 0.0007                               | [ 72 ]     |
| Tetrodotoxina (TTX, del pulpo de anillos azules)                                                     | Ratón, oral                                                  | 334 μg/kg                            | 0.000334                             | [ 73 ]     |
| Fentanilo                                                                                            | Mono                                                         | 300 μg/kg                            | 0.0003                               | [ 74 ]     |
| Bufotoxina ( del sapo Bufo)                                                                          | Gato, intravenosa                                            | 300 μg/kg                            | 0.0003                               | [ 75 ]     |
| Cesio-137                                                                                            | Ratón, parental                                              | 21.5 μCi/g                           | 0.000245                             | [ 76 ]     |
| Sarín                                                                                                | Ratón, inyección subcutánea                                  | 172 μg/kg                            | 0.000172                             | [ 77 ]     |
| Robustoxina (de la araña de embudo australiana)                                                      | Ratones                                                      | 150 μg/kg                            | 0.00015                              | [ 78 ]     |
| VX                                                                                                   | Humano, oral inhalación y absorción                          | 140 μg/kg                            | 0.00014                              | [ 79 ]     |
| Veneno de araña errante brasileña                                                                    | Rata, subcutánea                                             | 134 μg/kg                            | 0.000134                             | [ 80 ]     |
| Aconitina del Aconitum napellus y especies cercanas                                                  | Rata, intravenosa                                            | 80 μg/kg                             | 0.00008                              | [ 81 ]     |
| Veneno de la taipán del interior (serpiente australiana)                                             | Rata, subcutánea                                             | 25 μg/kg                             | 0.000025                             | [ 82 ]     |
| Ricina                                                                                               | Rata, intraperitoneal                                        | 22 μg/kg                             | 0.000022                             | [ 83 ]     |
| 2,3,7,8-tetraclorodibenzo-p-dioxina (TCDD, en el agente naranja)                                     | Rata, oral                                                   | 20 μg/kg                             | 0.00002                              |            |
| CrTX-A (del veneno de Carybdea rastonii)                                                             | Cangrejo, intraperitoneal                                    | 5 μg/kg                              | 0.000005                             | [ 84 ]     |
| Latrotoxina (del veneno de la araña viuda negra)                                                     | Ratones                                                      | 4,3 μg/kg                            | 0.0000043                            | [ 85 ]     |
| Batracotoxina (de la rana punta de flecha)                                                           | Humanos, inyección subcutánea                                | 2-7 μg/kg                            | 0.000002                             | [ 86 ]     |
| Abrina (del regaliz americano)                                                                       | Ratones, intravenosa                                         | 0,7 μg/kg                            | 0.0000007                            |            |
| Maitotoxina (ciguatera)                                                                              | Ratón, intraperitoneal                                       | 130 ng/kg                            | 0.00000013                           | [ 87 ]     |
| Polonio-210                                                                                          | Humano, inhalación                                           | 10 ng/kg                             | 0.00000001                           | [ 88 ]     |
| Toxina diftérica                                                                                     | Ratones                                                      | 10 ng/kg                             | 0.00000001                           | [ 89 ]     |
| Toxina shiga (de la disentería)                                                                      | Ratones                                                      | 2 ng/kg                              | 0.000000002                          | [ 89 ]     |
| Tetanoespasmina (toxina del tétanos)                                                                 | Ratones                                                      | 2 ng/kg                              | 0.000000002                          | [ 89 ]     |
| Toxina botulínica (botox)                                                                            | Humano, oral inyección o inhalación                          | 1 ng/kg                              | 0.000000001                          | [ 90 ]     |
| Radiación ionizante                                                                                  | Humano, irradiación                                          | 5 Gy                                 |                                      | [ 91 ]     |

## La escala de veneno
La DL50 tiene un gran rango de valores. La toxina botulínica, que es la sustancia más tóxica conocida tiene un valor de DL50 de 1 ng/kg, mientras que el agua, la sustancia menos tóxica tiene un valor de DL50 de más de 90 g/kg. Eso es una diferencia de alrededor de 1 en 100 000 millones o 11 órdenes de magnitud. Como con todos los valores que difieren en muchos órdenes de magnitud, es recomendable una escala logarítmica. Algunos ejemplos bien conocidos de esta escala son la indicación de la fuerza de un terremoto usando la escala Richter, la escala del pH, como la medida del carácter ácido o básico de una disolución acuosa o el ruido en decibelios. En este caso, el logaritmo decimal negativo de los valores de la DL50, están estandarizados en kg por kg de peso corporal.
− log10 DL50 (kg/kg) = valor
La valores sin dimensión hallados pueden ser representados en una escala tóxica. La sustancia base es el agua con un valor de 1 en la escala logarítmica negativa.

## Preocupación sobre los derechos de los animales
Los grupos y organizaciones dedicados a la defensa y el bienestar de los animales como Animal Rights International han hecho campaña contra la DL50, que hace soportar a los animales muertes lentas y dolorosas. Varios países, incluido el Reino Unido, han tomado medidas para prohibir los ensayos de determinación de la DL50 oral, y la Organización para la Cooperación y el Desarrollo Económicos (OCDE) suprimió el requisito de la prueba oral en 2001.

### Otras medidas de toxicidad
- IDLH
- Índice terapéutico
- Índice protector
- Procedimiento de dosis fija para estimar DL50
- Dosis tóxica media (TD50)
- Concentración tóxica mínima publicada (TCLo)
- Concentración letal mínima publicada     (LDLo)
- EC50 (mitad de concentración efectiva máxima)
- IC50 (mitad de concentración inhibitoria máxima)
- Valor indicativo máximo
- Nivel sin efecto adverso observable (NOAEL)
- Nivel de mínimo efecto tóxico observable     (LOAEL)

### Medidas relacionadas
- TCID50
- EID50
- ELD50
- Unidad formadora de placas (pfu)